# Villa romana de Santa Rosa
La villa romana de Santa Rosa es un yacimiento romano ubicado en el barrio de Santa Rosa de la ciudad española de Córdoba, Andalucía. 
Las obras de construcción de nuevas viviendas en esta zona norte de la ciudad descubrieron esta villa romana en noviembre de 2003, cuyas excavaciones continuaron en 2004. Participaron en el proyecto los arqueólogos José Manuel Salinas, Jesús García, Fiona Hayes y Benen Hayden.A pesar de que el terreno era propiedad de la empresa Construcciones Tirado, el Ayuntamiento de Córdoba y la Junta de Andalucía destinaron más de 240.000 euros en las excavaciones con el objetivo de musealizarlo.Sin embargo, a pesar de que se anunció que se realizarían visitas guiadas a partir de 2009, la crisis económica de 2008 evitó que se siguiera destinando dinero público a un espacio privado. La empresa llegó incluso a reclamar 60.000 euros al Ayuntamiento en 2015, demanda que fue desestimada.
En 2020, la propietaria Construcciones Tirado fue demandada por un fondo internacional que le reclamaba más de 878.000 euros. En diciembre de 2024 el juzgado le permitió sacar a subasta la villa romana para saldar parte de la deuda, cuyo valor fue de 243.000 euros, aunque no existía puja mínima.No obstante, dicha puja quedó desierta.

## Descripción
El descubrimiento de mosaicos y necrópolis romanas en el norte de la ciudad, a extramuros de la urbe, sugerían ya en la década de 1990 que en esa zona podían hallarse fácilmente restos romanos. En efecto, la construcción de nuevas viviendas en 2003 hizo que se descubriera una villa romana datada de finales del siglo III o principios del siglo IV. Parece que se abandonó a finales del siglo IV o principios del V tal y como muestran capas de derrumbe halladas en el solar anexo. Aunque la entrada principal de la villa se encuentra fuera de las excavaciones, al norte, se ha podido delimitar bien el límite meridional y occidental.

### Zona septentrional: el peristilo
En la zona septentrional, al norte de la calle Algarrobo, se halló un peristilo de planta cuadrada, que albergaba cuatro columnas corintias a cada lado, conservándose dos basas in situ y la impronta de las restantes. En el centro se encontraba una fuente octogonal realizada con mármol del que ha quedado su impronta sobre el mortero. Dicha fuente está rodeada de diversos mosaicos geométricos como esvásticas, octógonos, nudos de Salomón y cables. Alrededor del peristilo se encontraron algunas habitaciones que actualmente permanecen enterradas.

### Zona meridional
Frente al peristilo, al sur de la calle Algarrobo, se hallaron nuevas dependencias de la villa romana. Destaca el triclinio o comedor con unas dimensiones de 76 metros cuadrados, decorado con animales marinos, mostrando los diversos manjares que se comerían en la sala. Otra de las habitaciones muestra el mosaico más figurativo de la villa donde se muestra a las cuatro estaciones en torno al dios de la eternidad, Annus Aion, con una cornucopia y una elipse. Otra sala más aislada con el mosaico de una crátera parece ser el cubículo o alcoba. Por último, destaca una piscina de 9 por 5 metros con un posible ninfeo.